# W pustyni i w puszczy (film 1973)
W pustyni i w puszczy – polski fabularny film przygodowy dla dzieci i młodzieży z 1973 roku w reżyserii Władysława Ślesickiego, ekranizacja powieści W pustyni i w puszczy (1911) Henryka Sienkiewicza.
W 1974 roku z materiałów powstałych w trakcie kręcenia filmu stworzono czteroodcinkowy miniserial pod tym samym tytułem. Nie jest on jednak identyczny – wykorzystano inne ujęcia tych samych scen, a dialogi lekko zmodyfikowano. Kilka scen dodano, bądź usunięto.
W 2020 roku film (w obu częściach) został poddany cyfrowej rekonstrukcji.

## Obsada
- Tomasz Mędrzak – Staś Tarkowski
- Monika Rosca – Nel Rawlison
- Stanisław Jasiukiewicz – Władysław Tarkowski
  - Jerzy Laskowski, Tomasz Mędrzak – Władysław Tarkowski (dublerzy w końcowych scenach),
  - Jerzy Kamas – Władysław Tarkowski (głos w końcowych scenach)
- Edmund Fetting – George Rawlison
- Zygmunt Hobot – Kaliopuli
- Zygmunt Maciejewski – Linde
- Ahmed Marei – Chamis
- Ahmed Hegazi – Gebhr
- Stefania Mędrzak – Madame Olivier
- Ibrahim Shemi – Idrys
- Emos Bango – Kali
- Malija Mekki – Mea
- Abd El Menan Abu El Fatouh – Mahdi
- Abbas Fares – kupiec
- Fatma Helal – Fatma
- Mohamed Hamdi – Thadil
- Hosna Sulejman – Dinah
- Bogumił Simeonow – Beduin #1
- Gawrił Gawriłow – Beduin #2

## Inne informacje
- Film powstawał przez trzy lata (1971–1973). Zdjęcia nakręcono w Egipcie, Sudanie i Bułgarii. Premiera miała miejsce dnia 16 października 1973 roku, zaś prapremiera – 13 października 1973 roku w Katowicach w kinie Kosmos. Miniserial po raz pierwszy pokazano w telewizji między 25 grudnia 1974 r. a 1 stycznia 1975 roku; odcinki były emitowane w obydwu programach.
- Film otrzymał w 1974 roku nagrodę Oscar Italy, a główni aktorzy – nagrodę czechosłowackiego tygodnika Kvety w 1975 roku.
- Film pozostaje do dziś na drugim miejscu pod względem liczby widzów, którzy obejrzeli polski film w kinie. Tylko w okresie PRL-u obejrzało go 31 mln widzów[1].
- Wersja telewizyjna liczyła cztery 50-minutowe odcinki (Porwanie, Chartum, Ucieczka, Smain).
- Piosenkę Gwiazda dnia podczas napisów końcowych serialu wykonywał zespół 2 plus 1.
- W roku 1973 ukazała się płyta krótkogrająca W pustyni i w puszczy z muzyką i piosenkami z filmu (i serialu). Pełna ścieżka dźwiękowa została wydana nakładem wydawnictwa GAD Records w maju 2015 roku[2].
- Odtwórców głównych ról wybrano spośród blisko 7 tys. kandydatów, z czego o rolę Nel ubiegało się przeszło 5 tys. dziewcząt. Najmłodsza kandydatka do roli Nel miała 5 lat, a najstarsza około 30.
- Role drugoplanowe – w tym Kalego i Mei – odtwarzali miejscowi aktorzy afrykańscy, głównie amatorzy.
- Grający rolę ojca Stasia Stanisław Jasiukiewicz ciężko chorował w tamtym czasie i zmarł przed zakończeniem realizacji filmu. Jego śmierć spowodowała konieczność zmiany zakończenia filmu. W końcowych scenach głosu jego postaci użyczył aktor Jerzy Kamas, zaś fizycznie w jego postać wcielił się kierownik produkcji – Jerzy Laskowski (w ujęciach pokazany „od tyłu”).
- Krzysztof Fus, który zajmował się przygotowaniem sprawnościowym i kaskaderskim dzieci, pracował z młodymi aktorami również przy nowej wersji filmu z 2001 roku.
- Psa Sabę odtwarzały dwa dogi, „Łoś” i „Apacz”, trenowane przez znanego tresera Franciszka Szydełkę. Podczas zdjęć na pustyni musiały nosić specjalne „buty”, chroniące łapy przed oparzeniem. Franciszek Szydełko opisał współpracę w książce Pyskiem do kamery. Dogi były zakupione przez producentów filmu. Po zakończeniu zdjęć „Łosia” odkupiła polska ambasada w Kairze, a potem trafił do Bejrutu. „Apaczem” zaopiekował się Tomasz Mędrzak. Łoś zmarł podczas ewakuacji ambasady w Libanie[3]. Przyczyną śmierci była zatruta potrawa, która przeznaczona była dla pracowników ambasady[4].
- Do roli słonia Kinga, zaangażowano indyjską słonicę „Tarę” z bułgarskiego cyrku.
- Wykorzystano wiele wartościowych rekwizytów – m.in. dziewiętnastowieczny sztucer, egzemplarz „Pana Tadeusza”, wydany w Paryżu w 1844 roku.